# 上鼎信号场
上鼎信号场是位于韩国江原特別自治道三陟市未老面上鼎里的一座号志站，属于岭东线。

## 历史
- 1940年7月31日 - 落成使用。

## 邻近车站
韩国铁道公社
嶺東線
新基站 - 上鼎信号场 - 未老站